# Джунгарски Алатау
Джунгарски Алатау (на казахски: Жетісу Алатауы; на китайски: 准格尔阿拉特; на монголски: Алаг Уул; на руски: Джунгарский Алатау) е мощна планинска система, като западните и северните ѝ части са разположени на територията на Казахстан (Алматинска област), а южните – в Китай (Синдзян-уйгурски автономен регион). Простира се от запад-югозапад на изток-североизток на протежение около 450 km, между долината на река Или на югозапад и езерото Алакол на североизток. Ширина от 50 до 190 km. На юг се свързва с най-северния хребет на Тяншан – Борохоро. Състои се от няколко успоредни хребета: Каратау, Баскантау, Токсанбай, Беджинтау и др. Преобладаващата надморска височина е от 1500 до 3000 m. Максимална височина връх Алагорди (Бесбаскан, Семьонов-Тяншански 4622 m) (45°02′34″ с. ш. 80°15′22″ и. д. / 45.042778° с. ш. 80.256111° и. д.), издигаща се в средната му част, на китайско-казахстанската граница.
Северните части на планината са изградени основно от девонски и карбонски пясъчници, алевролити и шисти, южните части – от карбонски и пермски вулканогенни скали, а централните части – от значително по-древни кристалинни скали. В недрата на планината са открити и се разработват находища на полиметални руди, мед и редки метали. Релефа на Джунгарски Алатау е формиран основно в резултат на кайнозойските тектонски движения. За него е характерно редуването на планински хребети и междупланински котловини, разделени със стремни тектонски отстъпи. Широко разпространение имат остатъчните древни денудационни повърхнини в ниско- и среднопланинските части, които предават на релефа ясно изразена стъпаловидност. В централните си части планината се издига над снежната линия и има множество ледници с обща площ 1120 km². Най-големите ледници се спускат по северните склонове – ледника Джамбул (дължина 5,5 km), ледника Берг (дължина 8 km).
От северните склонове на планината водят началото си реките Каратал, Аксу, Лепси (вливат се в езерото Балхаш) и Тентек (влива се в езерото Сасиккол) и множество техни притоци. По южните склонове се стичат реки десни притоци на Или (Хоргос, Усек, Коктерек и др.) и река Боротала със своите леви притоци, вливаща се в езерото Еби Нур.
Най-ниските части на Джунгарски Алатау са заети от пустинни и полупустинни ландшафти. Нагоре те се сменят с нископланински сухи, а след това черноземни степи, преминаващи в среднопланинските райони в горско-ливадни или горско-лесо-степни ландшафти. За високопланинските райони типични са субалпийските ливадно-храстови формации, алпийските ливади, субнивалните и нивални ландшафти. Северните и южните склонове на планината се отличават с различната се структура на височинната поясност и нееднаквото разположение във височина на аналагочните пояси. Разликата във височините, на които са разположени границите на едноименните пояси, в най-високите части съставляват 200 – 400 m, а в ниските на места надхвърлят 1000 m.